# Sistema de control de la respiración

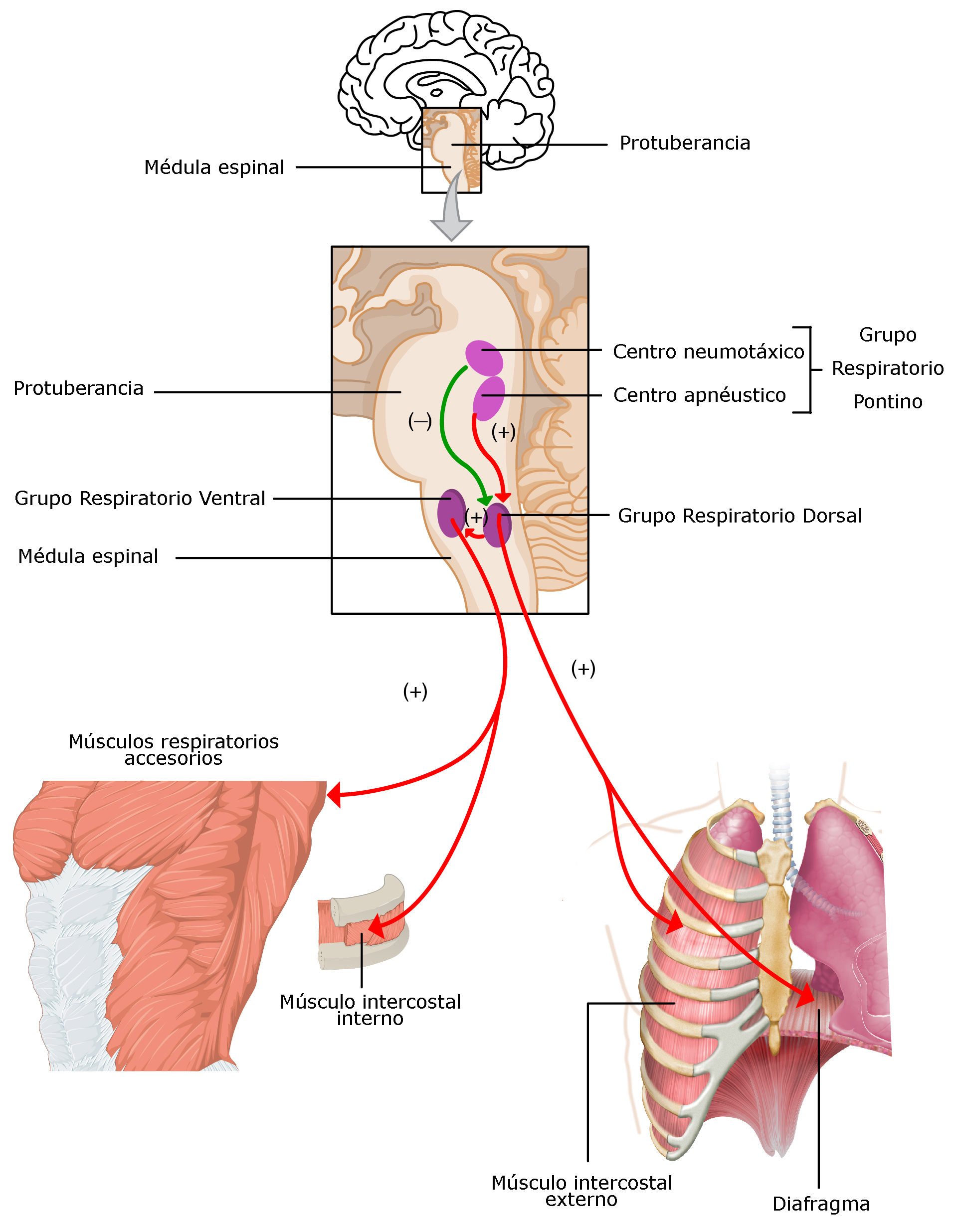
Centros respiratorios del encéfalo

El sistema nervioso central ajusta de manera automática, sin intervención de la voluntad, la frecuencia y el ritmo respiratorio. Ello es posible gracias a los centros nerviosos respiratorios que se encuentran localizados en el bulbo raquídeo y en la protuberancia del tronco del encéfalo.  La arteria aorta y las arterias carótidas disponen de minúsculos sensores llamados quimiorreceptores que analizan la sangre y verifican los niveles de oxígeno y CO2 en la misma. La concentración elevada de  CO2 en la sangre es el estímulo más fuerte para que la respiración sea más profunda y aumente su frecuencia. Por el contrario cuando disminuye la concentración de CO2 en sangre, los centros respiratorios emiten órdenes que aminoran la frecuencia y profundidad de la respiración. Aunque los movimientos de inspiración y espiración pueden controlarse voluntariamente, la mayor parte del tiempo se regulan de manera automática gracias al centro respiratorio que está ubicado en el bulbo raquídeo del cerebro. Cuando se realiza un esfuerzo físico importante, la frecuencia respiratoria aumenta inmediatamente de forma involuntaria. En reposo, un adulto respira 15 veces por minuto, mientras que situaciones de ejercicio intenso puede llegar a 60 respiraciones por minuto. El sistema de control de la respiración precisa de tres elementos básicos: sensores, controladores y efectores. Los sensores principales son quimiorreceptores centrales o periféricos (cuerpo carotídeo), los controladores son los centros respiratorios del encéfalo y los efectores corresponden a los músculos respiratorios, sobre todo el diafragma.

## Sensores o receptores
Los sensores que intervienen en el control de la respiración son los quimiorreceptores centrales y periféricos y los propioceptores.

### Sensores dentro del sistema nervioso
- Quimiorreceptores centrales: Son aquellos que se localizan principalmente en la superficie ventrolateral del bulbo, estos se sensibilizan aumentando o disminuyendo la respiración ante los cambios de dióxido de carbono (PCO2) en la sangre. Se encargan de adaptar la ventilación a las necesidades del ser humano.[2]

- Sensores propioceptores: Su objetivo primordial es estimular y mantener la musculatura adecuada para la ventilación, llevando a cabo un proceso de retroalimentación negativa.[2]

### Sensores fuera del sistema nervioso
- Quimiorreceptores arteriales periféricos: Cerca de la bifurcación carotídea, se encuentra un importante quimiorreceptor sensorial denominado cuerpo carotídeo, conformado por dos tipos de gruos de células: las células quimiorreceptoras propiamente dichas y las células sustentaculares. Este quimiorreceptor arterial cumple un rol fundamental en la regulación de la ventilación en cuanto disminuye la cantidad de oxígeno en la sangre, es decir, cuando se presenta un cuadro de hipoxia, lo mismo que en casos de hipercapnia y de alcalosis. Estos factores inducen a la liberación de numerosos neurotransmisores, los cuales a su vez activan la ventilación estimulando el tronco del encéfalo a través de los nervios procedentes del seno carotídeo.[3]
- Receptores de las vías aéreas superiores: Dentro de las estructuras que conforman las vías aéreas superiores, el receptor más conocido se encuentra en la mucosa olfatoria, la cual rodea las paredes internas y externas así como también el techo de las fosas nasales, este recepto se denomina receptor sensitivo olfatorio, los cuales recién los estímulos olfatorios captados por la nariz y envían señales al sistema nervioso central.[4]
- Receptores pulmonares: Los receptores pulmonares cumplen funciones de suma importancia: el control de la distensión de las paredes de las vías áreas y la secreción de mucosa bronquial. Existen diversos tipos de receptores sensoriales: los receptores sensoriales irritativos que, al ser estimulados por diversos irritantes como el humo, el smog y el polvo, producen una reacción que induce, a su vez, la producción de la tos. También, los receptores de distensión, que controlan la capacidad de inflación de los pulmones. Por último, los receptores nociceptivos, que captan los estímulos causantes de daños y dolor.[5]
- Receptores de estiramiento: Durante la respiración, se activan los receptores de distensión pulmonar, que generan el reflejo de detención de la inspiración que, situados en los bronquios y los bronquiolos, tienen una función protectora.[6]
- Receptores yuxtacapilares: Las terminaciones nerviosas de estos receptores se encuentran en el parénquima, cerca de los capilares en las paredes alveolares, inervados por las fibras C carentes de mielina. La estimulación de estos receptores produce un aumento de la frecuencia respiratoria, disminución de la profundidad respiratoria, además produce depresión de la función cardiovascular. La función que desempeñan es la regulación de la secreción del surfactante[7]
- Receptores musculares: Existen dos tipos de receptores musculares involucrados en la respiración: los órganos tendinosos de Golgi y los husos neuromusculares. En el músculo situado entre las cavidades pectoral y abdominal denominado diafragma predominan los órganos tendinosos de Golgi, en cuanto que los husos neuromusculares se encuentran en mayor número en los músculos intercostales.
- Receptores de las articulaciones costovertebrales: La información aferente procedente de estos receptores y las fibras que provienen de estructuras situadas en un nivel superior intervienen en la regulación de la musculatura respiratoria.[8]

## Controladores y centros de regulación
- Centro neumotáxico: La función principal de este centro es la inspiración (su función secundaria es la de aumentar la frecuencia respiratoria), de esta manera podemos ajustar la duración de la fase de llenado pulmonar. Es decir, cuando la señal neumotáxica es grande podría hacer que la inspiración no sea tan fuerte por lo cual los pulmones no se llenarían muy bien; mientras que, si la señal neumotáxica es pequeña, la inspiración podría ser lo suficientemente fuerte para que los pulmones logren llenarse.[9]
- Centro apnéustico: La respiración es controlada por otro centro respiratorio denominado centro apnéustico. Este se sitúa en la región inferior de la protuberancia perteneciente al tronco encefálico, estimula el centro inspiratorio bulbar aumentando el tiempo para la etapa de inspiración, la misma que es  originada por el grupo dorsal de neuronas  del bulbo raquídeo. En condiciones normales, el centro neumotáxico inhibe el centro apnéustico.[10] La fase de inspiración finaliza cuando se da tanto la estimulación vagal como la del centro neumotáxico.[11]
- Centros bulbares: Son los principales responsables del ritmo de la respiración. Ciertos estudios indican la existencia de grupos neuronales localizados en algunos núcleos bulbares, grupos que aumentan la actividad de esos núcleos durante la inspiración. En el patrón cíclico de inspiración-espiración las neuronas interconectadas actúan de manera oscilante durante la inspiración.[11]
- Grupo respiratorio dorsal: El grupo respiratorio dorsal se extiende a lo largo del bulbo raquídeo. Tiene una función esencial en el control de la respiración. Se encuentra constituido por neuronas localizadas en el interior del núcleo del tracto solitario, en la porción caudal del bulbo raquídeo; además, tiene neuronas premotoras inspiratorias que también ayudan a controlar la respiración. El núcleo del tracto solitario conforma la terminación sensitiva de IX y pares craneales. En el grupo respiratorio dorsal de neuronas se controla la inspiración y se genera el ritmo básico y normal de la respiración. Incluso si se seccionan los nervios periféricos o el tronco encefálico, el grupo respiratorio dorsal controla la inspiración emitiendo descargas secuenciales de potenciales de acción.[1] Las regiones del grupo respiratorio dorsal: 
  - Parte caudal: denominada núcleo retroambiguo, por su relación con el núcleo ambiguo, contiene neuronas espiratorias bulboespinales que se proyectan hacia otros núcleos respiratorios y viajan en sentido distal por la médula espinal con el objetivo de establecer sinapsis con las motoneuronas para generar una espiración forzada.[12]
  - Parte intermedia: denominada núcleo paraambiguo, por su relación paralela con el núcleo ambiguo.[11]
  - Parte rostral: se encuentra ubicado cerca del núcleo retrofacial, incluye el complejo de Bötzinger, en donde se encuentran neuronas espiratorias que tienen la capacidad de inhibir a las neuronas inspiratorias, al VRG y a la médula espinal.[11]
- Grupo respiratorio ventral: Es un grupo respiratorio del tronco cerebral que se encarga de la espiración. Está localizado en la parte ventrolateral del bulbo raquídeo y en sentido anterolateral al grupo respiratorio dorsal de neuronas. Está formado por neuronas ubicadas en dos núcleos anatómicos: el núcleo ambiguo y el núcleo retroambiguo. Sus características son:[1]
  - Durante la respiración normal, las neuronas del grupo respiratorio ventral permanecen inactivas. Por ende, la respiración normal está producida por señales inspiratorias repetitivas que proceden del grupo respiratorio dorsal de neuronas.
  - La zona respiratoria ventral se encarga de aumentar el impulso para la ventilación pulmonar en caso de que sea necesario establecer una respiración forzada.
  - En actividades que requieran una espiración intensa, estas neuronas son las encargadas de proveer señales espiratorias potentes hacia músculos abdominales.
  - Afecta tanto a la inspiración como a la espiración.

## Efectores
Los efectores más importantes de la respiración son el diafragma, los músculos intercostales y los músculos abdominales. Los efectores accesorios, como los músculos esternocleidomastoideos y paravertebrales, contribuyen de manera adicional a los esfuerzos respiratorios en caso de necesidad.
La respiración tranquila normal se consigue fundamentalmente por el movimiento del diafragma, que se contrae durante la inspiración y se relaja durante la espiración. Otros músculos que intervienen en la inspiración son los músculos intercostales externos, los músculos esternocleidomastoideos, los músculos serratos anteriores y los músculos escalenos. Otros músculos que intervienen en la espiración son los músculosd rectos del abdomen y los músculos intercostales internos.